# Falcatifolium
Falcatifolium género de coníferas dentro de Podocarpaceae. Consta de 5 especies de fanerófitos dioicos y perennifolios. Laubenfels lo describió en 1969, a partir de especies clasificadas entonces como Dacrydium.
Se encuentra desde Nueva Caledonia a la Península de Malaca, también en Nueva Guinea, Indonesia (islas de Célebes, Borneo y Obi) en el Archipiélago de Riau, y Mindoro en Filipinas.

## Especies
- Falcatifolium angustum
- Falcatifolium falciforme
- Falcatifolium gruezoi
- Falcatifolium papuanum
- Falcatifolium sleumeri
- Falcatifolium taxoides